# Empoasca apatapeba
Empoasca apatapeba är en insektsart som beskrevs av Rowland Southern och Dietrich 2010. Empoasca apatapeba ingår i släktet Empoasca och familjen dvärgstritar. Inga underarter finns listade i Catalogue of Life.